# حكومة التشيك
من الناحية السياسية، والجمهورية التشيكية هي التعددية الحزبية البرلمانية ممثل جمهورية الكونغو الديمقراطية. وفقا لدستور الجمهورية التشيكية، ورئيس الجمهورية هو رئيس الدولة في حين أن رئيس الوزراء هو رئيس الحكومة، وممارسة السلطة التنفيذية العليا. السلطة التشريعية من مجلسين هو، مع مجلس النواب (Poslanecká sněmovna) ومجلس الشيوخ (محطة التلفزيونية).

## التطورات السياسية
الساحة السياسية التشيكية تدعم مجموعة واسعة من الأطراف بدءا من الحزب الشيوعي في أقصى اليسار إلى أحزاب قومية مختلفة على اليمين المتطرف. بشكل عام، والحق (ليبرالي) وراء هذه القضية المحددة من حزب كبير والمحافظ الديمقراطي المدني هو انقسم وفشلت في عدة محاولات لتوحيد
عاد الناخبون التشيك حكما انقسام في انتخابات عام 2002 البرلمانية في يونيو حزيران، وإعطاء الديمقراطيين الاشتراكيين (اللجنة الاستشارية الفرعية)، وأغلبية الشيوعيين، من دون أي إمكانية لتشكيل حكومة قادرة على العمل معا نظرا لشيوعية فلاديمير سبيدلا القوي. أنتجت نتائج تشكيل حكومة ائتلافية مع حزب الديمقراطيين الاجتماعيين الديمقراطيين المسيحيين (KDU-CSL) والليبراليين (الولايات المتحدة وألمانيا)، في حين المدني الديمقراطي (ODS) والشيوعيين (KSČM) وقعت في صفوف المعارضة. كانت نسبة النائب أصغر 101:99. بعد buffetings كثير، وأخيرا، بعد النتائج الكارثية لانتخابات يونيو البرلمان الأوروبي، استقال سبيدلا 2004 بعد تمرد في حزبه وكان تعديلا للحكومة على أساس واحد.

علم من الرئيس التشيكي

لأن النظام في الجمهورية التشيكية تنتج مرارا حكومات ضعيفة جدا (مشكلة محددة هي أن حوالي 15٪ من الناخبين دعم الشيوعيين، الذين منبوذة من قبل جميع الأطراف الأخرى) هناك حديث مستمر حول تغيير ذلك، ولكن بدون فرصة كبيرة للدفع فعلا من خلال إصلاح. لاقى معارضة شديدة محاولة لزيادة عناصر التغيير والتبديل من قبل غالبية المعلمات النظام (مناطق أكثر أصغر حجما، وكوت هوند الطريقة المستخدمة) من قبل اللجنة الاستشارية الفرعية والمواد المستنفدة للأوزون خلال «اتفاق المعارضة» من 1998-2002 من قبل الأحزاب الصغيرة وحظره من قبل المحكمة الدستورية كما يحدث كثيرا كثيرا ضد مبدأ الدستور وذكرت النسبي، واعتمد فقط على شكل خاضعة للإشراف. هذا، مع ذلك أدى إلى حالة من الجمود في انتخابات عام 2006 حيث كل من اليسار واليمين كل المكتسبة بالضبط 100 مقعد، كما العديد من المعلقين يشيرون إلى النظام في وقت سابق من شأنه أن يعطي الحق أغلبية المقاعد 3-4.
في مارس 2006، ألغت البرلمان حق النقض من قبل الرئيس فاتسلاف كلاوس، وجمهورية التشيك وأصبحت أول دولة شيوعية سابقة في أوروبا إلى منح الاعتراف القانوني للنفس الجنس الشراكات.
والحكومة التي تشكلت من تحالف من المواد المستنفدة للأوزون، KDU CSL، وحزب الخضر (سهير)، ويقودها زعيم ميريك توبولانيك المواد المستنفدة للأوزون نجحت أخيرا في الفوز في اقتراع على الثقة في 19 كانون الثاني 2007. وكان هذا بفضل اثنين من أعضاء اللجنة الاستشارية الفرعية، ميلوش Melčák وPohanka ميشال، الذي امتنع عن التصويت.
في 23 آذار 2009، فقدت الحكومة ميريك توبولانيك تصويت بحجب الثقة.

## الهيئة التنفيذية
- الرئيس فاتسلاف كلاوس 7 مارس 2003
- رئيس الوزراء بيتر نيكاس 28 يونيو 2010

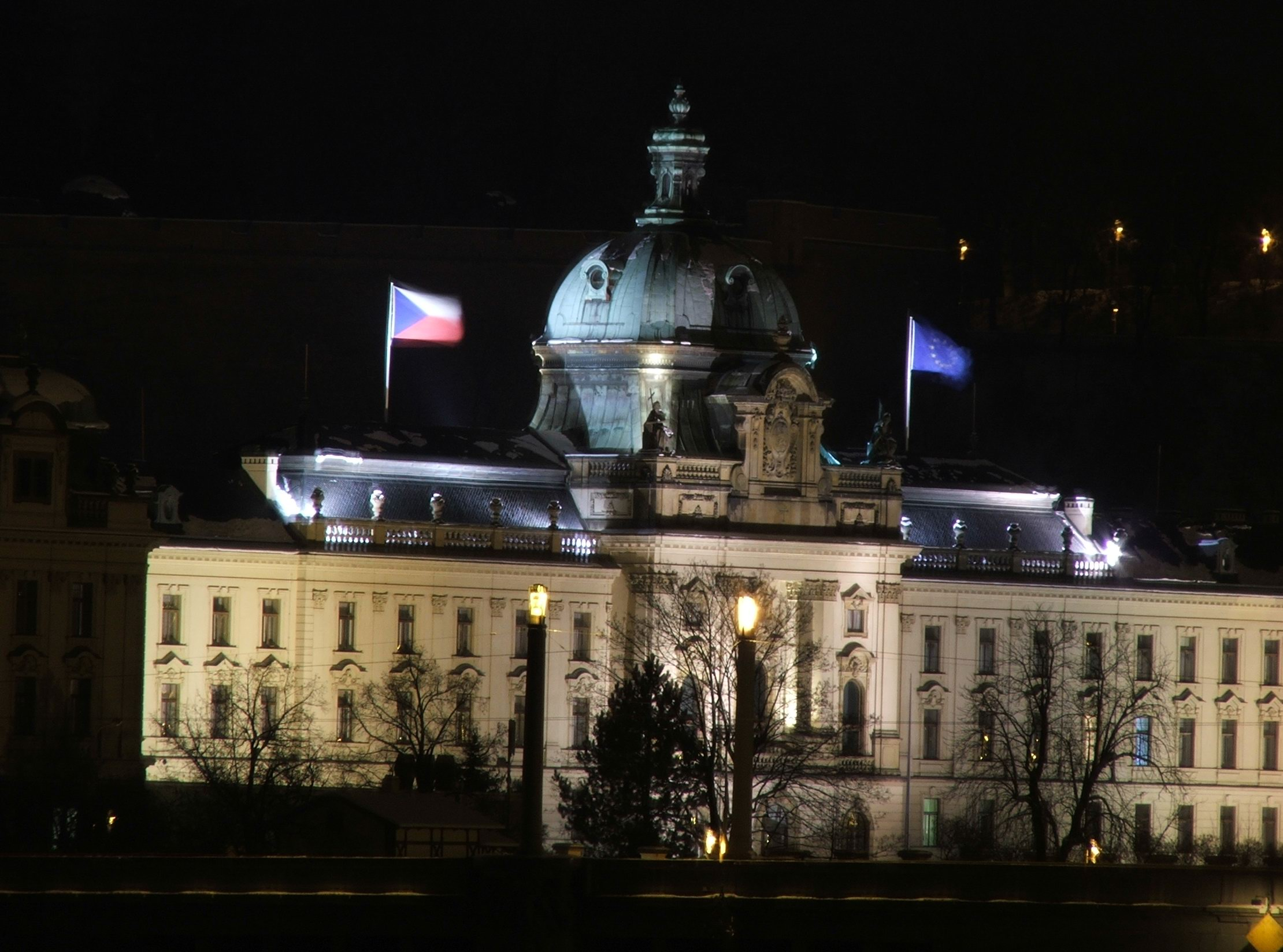
مقر الحكومة في براغ - مالا Strana

ويتم انتخاب رئيس للجمهورية التشيكية من قبل جلسة جماعية من البرلمان لمدة خمس سنوات (أي أكثر من مرتين متتاليتين). الرئيس هو رأس الدولة الرسمي مع قوى معينة محدودة، والأهم من ذلك بالعودة القوانين على مجلس النواب، ترشيح قضاة المحكمة الدستورية لاقرارها في مجلس الشيوخ، وبحل البرلمان في ظل بعض الظروف الخاصة والنادرة. كما أنه يعين رئيس الوزراء وكذلك الأعضاء الآخرين في مجلس الوزراء بناء على اقتراح من رئيس الوزراء. فاتسلاف كلاوس، رئيس الآن في الجمهورية التشيكية، رئيس الوزراء السابق ورئيس الحزب المدني الديمقراطي (ODS) لا يزال واحدا من السياسيين في البلاد الأكثر شعبية.
رئيس الوزراء هو رئيس الحكومة وتتمتع بسلطات كبيرة، بما فيها الحق في وضع جدول أعمال للسياسة معظم الأجنبية والمحلية، حشد أغلبية برلمانية، واختيار وزراء الحكومة.

## فرع التشريعي

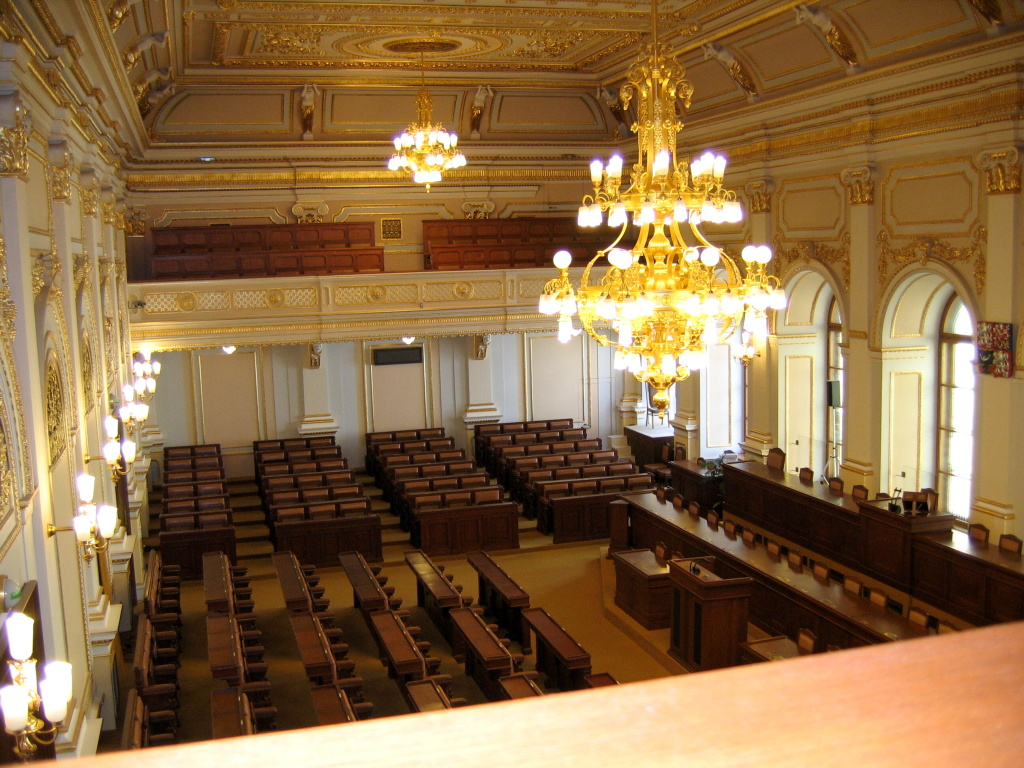
مجلس النواب

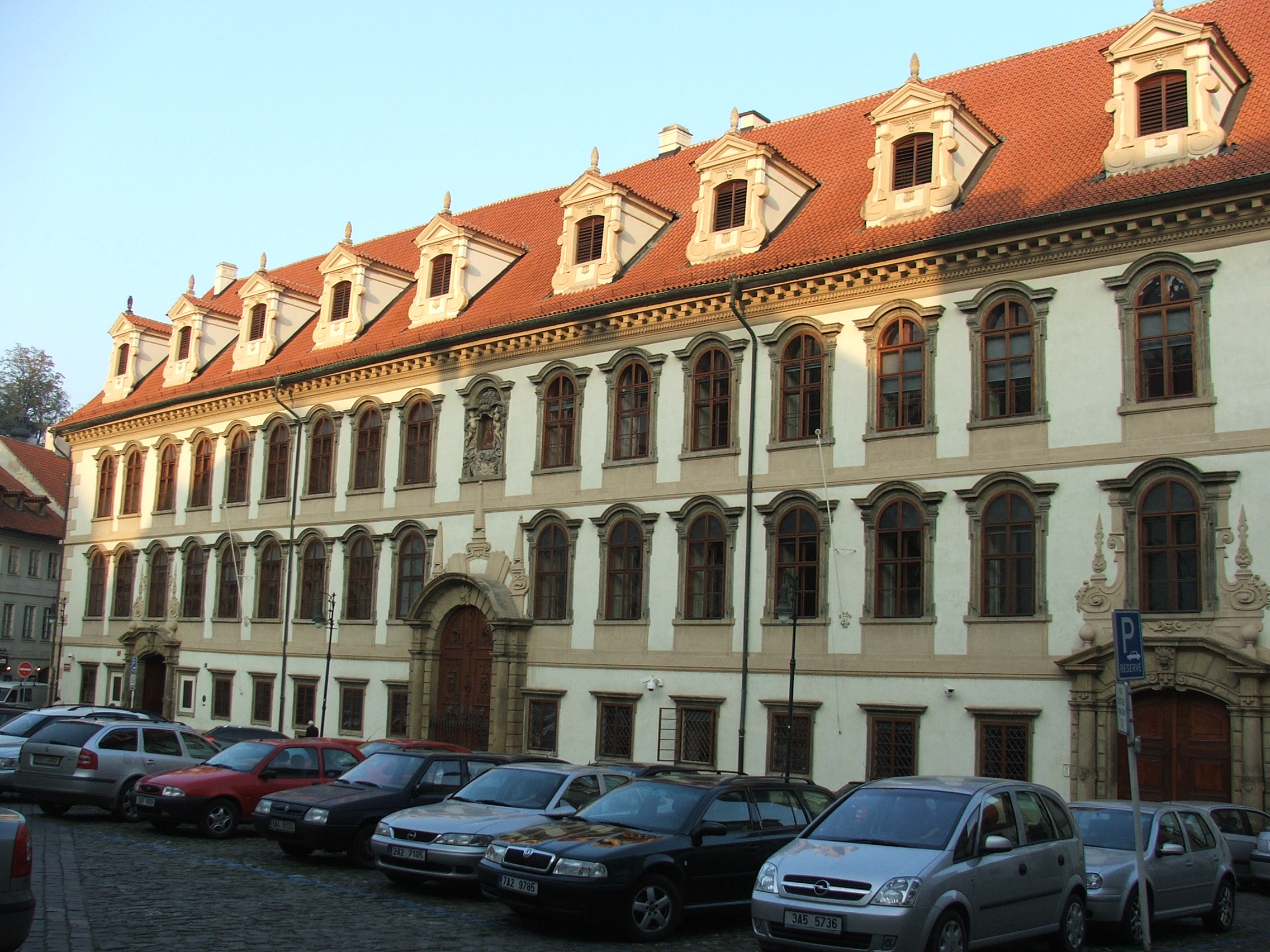
قصر الينشتاين - مقر مجلس الشيوخ في براغ

البرلمان (Parlament سيسك Republiky لل) واثنين من الدوائر. مجلس النواب (Poslanecká sněmovna) لديها 200 عضوا ينتخبون لمدة أربع سنوات على أساس التمثيل النسبي مع عتبة الانتخابات 5٪. هناك مناطق التصويت 14 مطابقة للمناطق الإدارية في البلاد. مجلس النواب، في البداية المجلس الوطني التشيكي، لديه الصلاحيات والمسؤوليات للبرلمان الاتحادي المنحلة من تشيكوسلوفاكيا السابقة.
مجلس الشيوخ (محطة التلفزيونية) لديها 81 عضوا، في الدوائر الانتخابية ذات المقعد الواحد بالانتخاب الجريان السطحي من جولتين لمدة ست سنوات، مع ثلث تجدد كل عام حتى في الخريف. كان الانتخاب الأول 1996 (لاختلاف المصطلحات). وهذا نمط بعد مجلس الشيوخ الأمريكي ولكن كل دائرة هو من (تقريبا) نفس الحجم والنظام المستخدم هو التصويت من جولتين الجريان السطحي. مجلس الشيوخ لا يحظى بشعبية بين الجمهور ويعاني من نسبة المشاركة الانتخابية منخفضة (حوالي 30٪ العام في الجولة الأولى، و 20٪ في الثانية).

## السلطة القضائية
أعلى محكمة في البلاد في الطعون هو المحكمة العليا. في المحكمة الدستورية، التي تسيطر على القضايا الدستورية، ويعين من قبل الرئيس مع موافقة مجلس الشيوخ، ولها 15 عضوا مدة 10 سنوات. قضاة المحكمة الدستورية لديها سن التقاعد الإلزامي وهو 70. في المحكمة الإدارية العليا هي الذراع الثالثة للقضاء التشيكية.

## التقسيمات الإدارية
وتنقسم جمهورية التشيك في 14 المناطق بما في ذلك العاصمة براغ. أقدم في 73 منطقة ( okresy، بصيغة المفرد: okres)، و 4 بلديات * (města، بصيغة المفرد: ميستو) وحلت في عام 1999 في إجراء إصلاح في كثير من الأحيان، وانتقد الإدارية؛ ولكن لا يزال تقليديا معترف بها وتبقى المقاعد من مختلف فروع إدارة الدولة:
بينيشوف، بيرون، بلانسكو، بريتسلاف، برنو، ميستو *، برنو، venkov، برونتال، سيسك بوديوفيتش، Česká يبا، تشيسكي كروملوف، الشاب، خوموتوف، خروديم، ديسن، دوماجليتسه، Frýdek-ميستيك، Havlíčkův برود، هودونين، هراديك كرالوفي، جابلونك ناد نيسو، يسينيك، يتشين، يهلافا، Jindřichův هراديك، كارلوفي فاري، كارفينا، كلادنو، كلاتوفي، كولين، كروميشريش، كوتنا هورا، ليبيريتش، ليتوميريتسه، لوني، ملنيك، ملادا بوليسلاف، معظم، ناخود، نوفي Jičín، نيمبورك، اولوموك، براغ، أوسترافا * باردوبيتسه، Pelhrimov جمهورية، بيسك (التشيك)، بيلزن *، بيلزن -JIH، بيلزن، سيفر، براخاتيتسه، براغ *، راغ، východ، راغ، زاباد، برشيروف، بريبرام، بروستيوف، راكوفنيك، روكيتساني، Rychnov ناد Kněžnou، سيميلي (التشيك)،  سوكولوف، ستراكونيتسه، Sumperk جمهورية، سفيتافي، طابور، تاخوف، تبليسي، ترتنوف، تربيتش، أوهرسكه هراديشتيه، ابيم أوستي ناد، أوستي ناد Orlicí، فسيتين، فيشكوف، زدار ناد ناد سازافو، زلين، زنويمو

## المشاركة في المنظمات الدولية
والجمهورية التشيكية عضو في أستراليا المجموعة، بنك التسويات الدولية، م، المبادرة، سيرن، مجلس الشراكة الأوروبية الأطلسية، EBRD، اللجنة الاقتصادية لأوروبا، والاتحاد الأوروبي (من بين الأعضاء ال 10 الجديدة منذ مايو 2004)، منظمة الأغذية والزراعة، الدولية للطاقة الذرية، البنك الدولي للإنشاء، منظمة الطيران المدني الدولي، ICRM، المؤسسة الدولية للتنمية، وكالة الطاقة الدولية (مراقب)، المؤسسة المالية الدولية، IFRCS ، منظمة العمل الدولية، صندوق النقد الدولي، المنظمة البحرية الدولية، إنمارسات، انتلسات، الانتربول، اللجنة الأولمبية الدولية، المنظمة الدولية للهجرة، ISO، الاتحاد الدولي للاتصالات ، الاتحاد الدولي للنقابات، حلف الناتو، NEA، مجموعة موردي المواد النووية، منظمة الدول الأمريكية (مراقب)، منظمة التعاون والتنمية، المنظمة الدولية للفرانكوفونية (منظمة الدولية للفرنكوفونية) (مراقب)، منظمة حظر الأسلحة الكيميائية، منظمة الأمن والتعاون، PCA، حزب الشعب اولا، الأمم المتحدة، الأونكتاد، اليونسكو، اليونيدو، بعثة الأمم المتحدة، البعثة، بعثة مراقبي الأمم المتحدة، بعثة مراقبي الأمم المتحدة، الاتحاد البريدي العالمي، فيسيغراد جماعة، منظمة الجمارك العالمية، اتحاد أوروبا الغربية (مساعد)، اتحاد النقابات العالمي، منظمة الصحة العالمية، الويبو، WMO، WToO، WTrO، لجنة زانغر

## وصلات خارجية
- Constitution of the Czech Republic
- – website with results of all elections in Czech and English
- RZB Group: Czech Republic – Election 2006 Special
- Czech 2006 Election blog by the Prague Daily Monitor
- Erik Herron's Guide to Politics of East Central Europe and Eurasia